# الحملة الفرنسية على نورماندي (1202–1204)
الحملة الفرنسية على نورماندي هي حروب في نورماندي من عام 1202 حتى عام 1204. حاربت مملكة إنجلترا مملكة فرنسا وقمعت تمرد النبلاء. غزا فيليب الثاني ملك فرنسا الأراضي الأنجلو-أنجوية في نورماندي، ما أدى إلى حصار شاتو غايار. انتهت الحملات على نورماندي بانتصار فرنسا عندما تقلّصت الأراضي الأنجلو-أنجوية تقلصًا كبيرًا.

## الخلفية
بعد وفاة ريتشارد قلب الأسد في 6 أبريل 1199، كان هناك اثنان من المطالبين المحتملين بالعرش الأنجوي: جون، الذي استند ادعاؤه إلى كونه الابن الوحيد الباقي لهنري الثاني، والشاب آرثر دوق بريتاني، الذي زعم أنه ابن جيوفري. افتقر قانون العصور الوسطى إلى التوجيهات الكافية حول كيفية البت في الادعائين المتنافسين، إذ كان القانون النورماندي لصالح جون والقانون الأنجوي لصالح آرثر؛ سرعان ما انقلب التنافس إلى صراع مفتوح. نال جون الدعم من معظم النبلاء الإنجليز والنورمانديين وتُوِّج ملكًا في وستمنستر بدعم من والدته إليانور. بينما تلقى آرثر الدعم من غالبية نبلاء بريتون وماين وأنجو ودعمه فيليب الثاني الذي ما زال عازمًا على تجزئة الأراضي الأنجوية في القارة. تسلّق جيش آرثر أعلى وادي لوار باتجاه أنجيه ونزلت قوات فيليب الوادي باتجاه تور، وأصبحت إمبراطورية جون القارية معرضة لخطر الانقسام إلى نصفين.
تأثرت الحرب في نورماندي في ذلك الوقت بإمكانات القلاع الدفاعية والإنفاق المتزايد على شن الحملات. كان للحدود النورماندية دفاعات طبيعية محدودة ولكنها حُصِّنت في النقاط الاستراتيجية تحصينًا كبيرًا بالقلاع -مثل قلعة شاتو غايار- التي بنيت وجُهِّزت بتكلفة كبيرة. كان صعبًا على القائد التوغّل في منطقة جديدة دون تأمين خطوط اتصاله بالاستيلاء على هذه التحصينات، ما أخّر تقدّم أي هجوم. تشكّلت الجيوش في تلك العصور إما من القوات الإقطاعية أو المرتزقة. لم يكن بالإمكان تجنيد القوات الإقطاعية إلا لفترة زمنية محددة واتسمت بعدم المرونة؛ أما المرتزقة التي أُطلق عليها غالبًا اسم برابانسون على اسم دوقية برابنت وجُنِّدت فعليًا من جميع أنحاء شمال أوروبا وفّرت خفة أكبر في الحركة العسكرية وخدمت طوال العام، ولكنها كلّفت أكثر بكثير من القوات الإقطاعية المكافئة.

## معاهدة لو غوليه
دام السلام الجديد -معاهدة لو غوليه- مدة عامين فقط، إذ استؤنفت الحرب في أعقاب قرار جون في أغسطس 1200 بالزواج من إيزابيلا من أنغوليم. من أجل الزواج ثانية، كان على جون أولًا أن يترك زوجته الأولى إيزابيل، كونتيسة غلوستر؛ حقّق جون هذا بالقول إنه فشل في الحصول على الإذن البابوي اللازم للزواج من إيزابيل في المقام الأول -لأنها من أقربائه، لم يكن بإمكان جون أن يتزوجها قانونيًا دون هذه الموافقة. ما يزال سبب اختيار جون إيزابيلا من أنغوليم للزواج غير واضح. جادل المؤرخون المعاصرون أن جون وقع في حب إيزابيلا، وربما كان مدفوعًا برغبته الجنسية في فتاة جميلة وشابة. من ناحية أخرى، كانت أراضي أنغوليم التي حظيت بها إيزابيلا ذات أهمية استراتيجية لجون: بالزواج من إيزابيلا، اكتسب جون طريقًا بريًا رئيسيًا بين بواتو وغشكونية، ما عزّز قبضته بشكل كبير على آكيتين.
لسوء الحظ، كانت إيزابيلا مخطوبة مسبقًا للزواج من هيو دي لوزينيان، وهو فرد مهم في عائلة نبيلة من بواتو وشقيق راؤول دي لوزينيان، كونت أو، الذي امتلك أراضي على طول حدود نورماندي الشرقية الحساسة. بقدر استفادة جون استراتيجيًا من الزواج بإيزابيلا، هدّد الزواج أيضًا مصالح أسرة لوزينيان التي وفّرت أراضيها حاليًا الطريق الرئيسي للبضائع الملكية والجنود عبر آكيتين. وبدلًا من التفاوض على شكل من أشكال التعويض، عامل جون هيو «بازدراء»، ما أدى إلى اندلاع تمرد لوزينيان الذي سحقه جون على الفور، وتدخّل أيضًا لقمع راؤول في نورماندي.
مع أن جون كان كونت بواتو وبالتالي هو اللورد الإقطاعي الشرعي على أسرة لوزينيان، كان بإمكانهم اللجوء بشكل شرعي إلى لورد جون الإقطاعي، فيليب، فيما يتعلق بالقرارات التي اتخذها جون داخل أراضيه الفرنسية. فعل هيو هذا بالضبط في عام 1201 واستدعى فيليب جون لحضور المحكمة في باريس عام 1202، مستشهدًا بمعاهدة لو غوليه لتعزيز قضيته. كان جون غير راغب في إضعاف سلطته في غرب فرنسا بهذه الطريقة، وجادل بأنه لا ضرورة لحضور محكمة فيليب بسبب مكانته الخاصة بصفته دوق نورماندي الذي يُعفى بموجب التقاليد الإقطاعية من استدعائه إلى المحكمة الفرنسية. جادل فيليب بأنه لا يستدعي جون بصفته دوق نورماندي، بل بصفته كونت بواتو، وهو منصب لا يحمل أي مكانة خاصة. عندما أصرّ جون على رفض المجيء، أعلن فيليب أن جون انتهك مسؤولياته الإقطاعية، وأعاد تخصيص جميع أراضي جون التي اندرجت تحت التاج الفرنسي لآرثر -باستثناء نورماندي التي استعادها لنفسه- وشرع في حرب جديدة ضد جون.